# Carmen García de Merlo
Carmen García de Merlo (Valdepeñas, 27 de març de 1962). En 2018, es va convertir en Presidenta de COGAM, el Col·lectiu de Lesbianes, Gais, Transexuales i Bisexuales de Madrid, sent la primera dona transgènere a presidir l'organització.
Curs Diplomat en Infermeria a la Universitat Complutense de Madrid, treballant a Hospitals, Atenció Primària i Urgències a Espanya ia Salut Mental al Regne Unit. Llicenciada en Dret per la Universitat d´Educació a Distància (UNED) i Màster en Prevenció de Riscos Laborals per la Universitat Carlos III de Madrid. És funcionària de l'Ajuntament de Madrid, treballant en àrees de Salut i Prevenció de Riscos Laborals.

## Biografia
García de Merlo, dona, trans i bisexual. En 1977, va traslladar la seva residència a Madrid.
Des de la seva infància, García de Merlo va ser conscient que era una dona,. A mitjans dels anys 80, va pensar a canviar de sexe però no va arribar fer-ho en aquest moment per temor al fet que la seva vida laboral com transexual pogués veure's limitada a l'àmbit de la prostitució i el món de l'espectacle. Per punt, va continuar amb la seva carrera professional, a més de casar-se amb una dona amb qui va tenir dos fills. Durant tota la seva vida continuo mantenint el desig de realitzar la transició de gènere, fet que la va portar a plantejar-se el suïcidi amb 53 anys, encara que finalment va acabar recorrent a ajuda professional a COGAM.
García de Merlo va decidir mostrar-se per primera vegada davant la societat com a dona, la qual cosa li va suposar la ruptura de la relació amb els seus fills.

## Activisme
Després de la seva transició, García de Merlo es va convertir en activista per lluitar pels drets de les persones trans. En 2017, va passar a formar part del grup Transcogam com a voluntària i, al setembre de 2018, es va convertir en presidenta de COGAM, sent reelegida en el càrrec dos anys després.

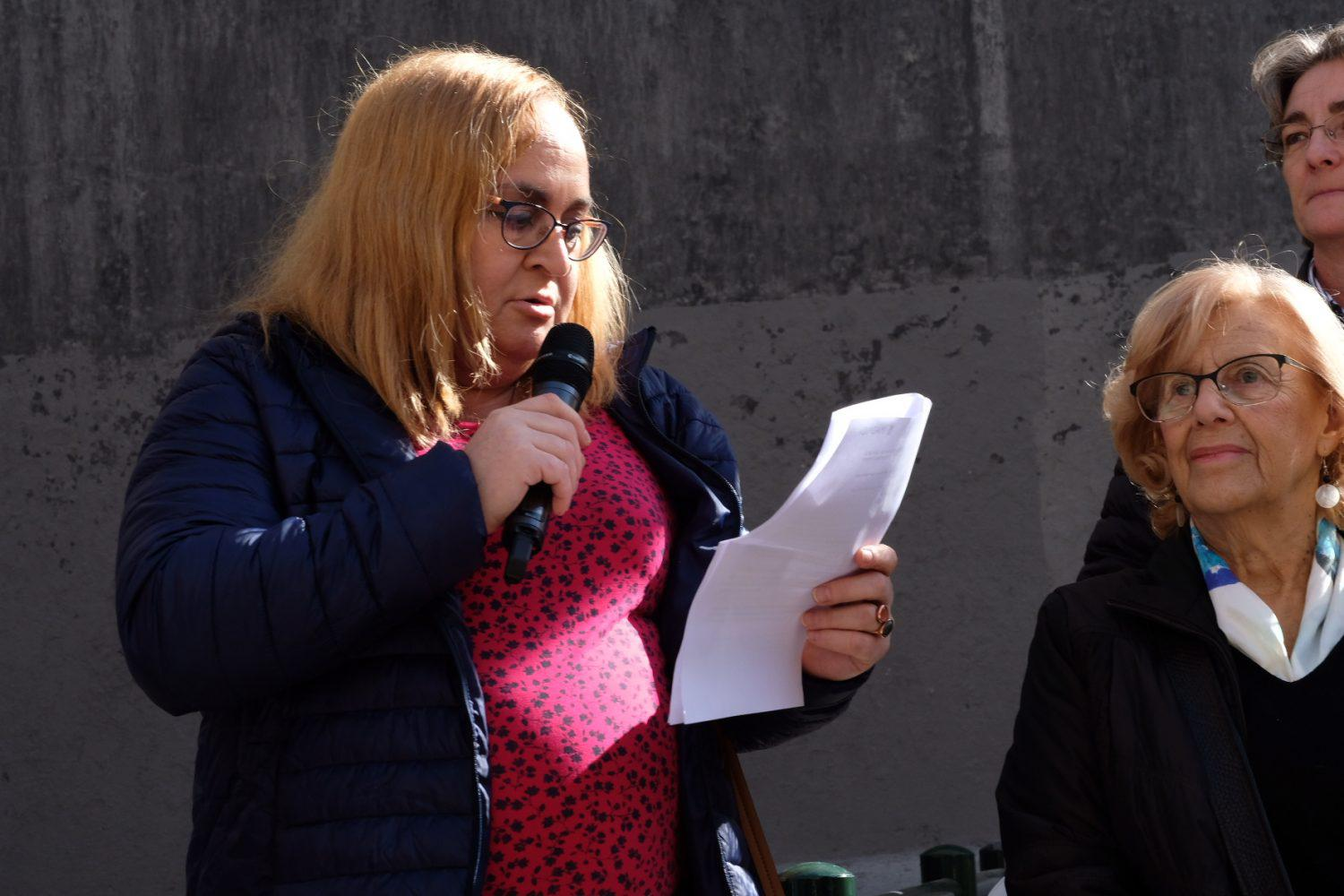
García de Merlo en la inauguració de la Placeta de la Memòria Trans de Madrid

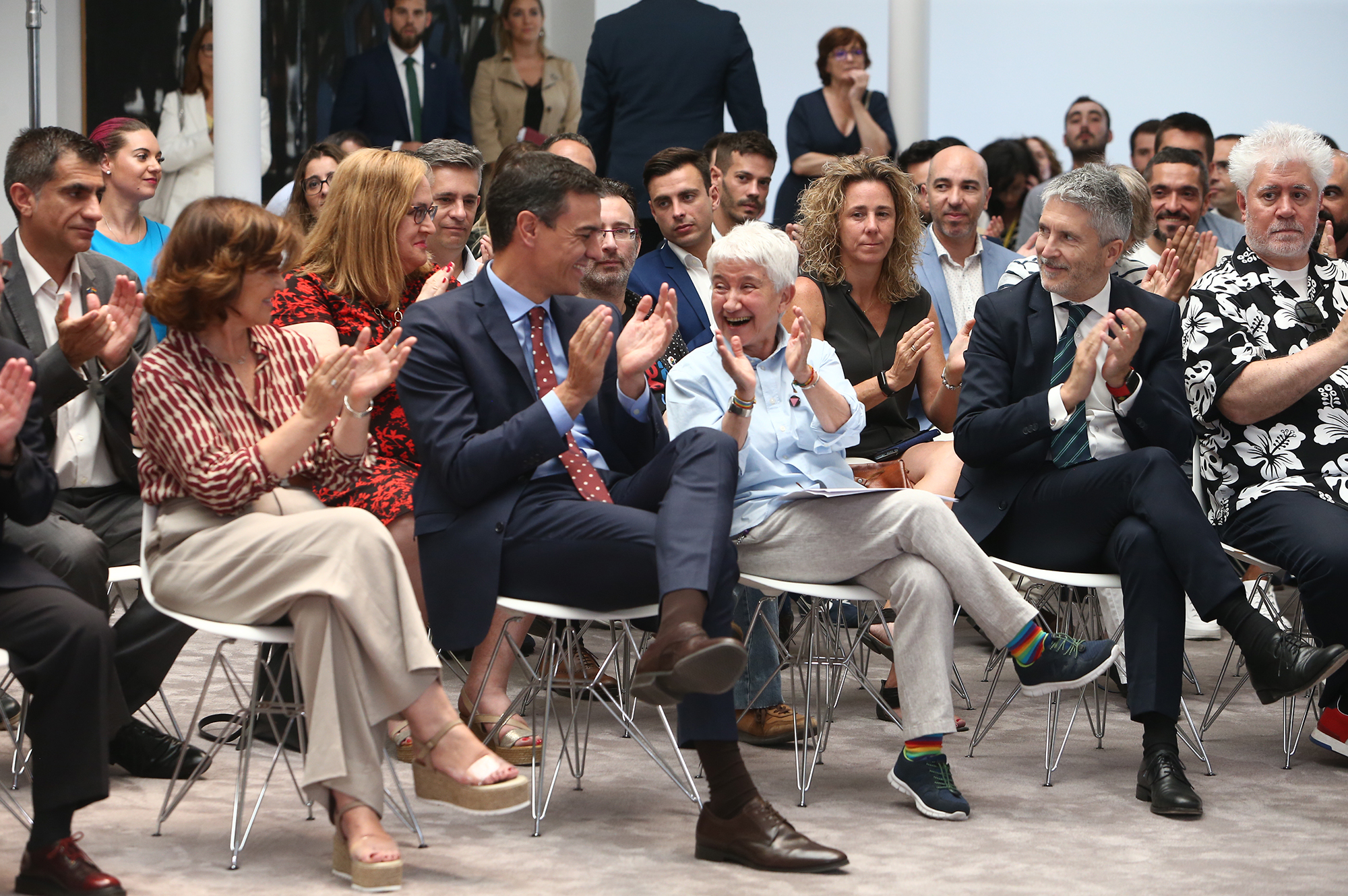
García de Merlo en l'acte 'Orgull de la nostra diversitat' 2019

Des de l'inici de la seva etapa com a activista, ha atès a debats i entrevistes en diferents mitjans de comunicació, a més de participar en esdeveniments i xerrades en els quals posava de manifest la postura del COGAM per seguir protegint els drets de les persones LGBT. En 2020, va ser l'encarregada d'inaugurar la mostra de cinema LesGaiCineMad, any en el qual el festival iniciava una col·laboració amb l'Acadèmia de les Arts i les Ciències Cinematogràfiques d'Espanya amb la projecció del documental del guionista Ferrán Navarro-Beltrán La generació silenciosa, que narrava les històries de vida de persones LGBTIQ+ durant el franquisme i la Transició espanyola.
En 2020 es va escriure un llibre, "Diverses Lliures i Nostres. Vides de dones LBT", com a part de les activitats de l'Orgull per COGAM en el qual estan relatades 20 històries de dones, García de Merlo entre elles.

## Documental
En 2020, García de Merlo es va convertir en una de les protagonistes del documental Elles. Dirigit per Pilar Monsell, està inspirat en el documental Vestida de blau del director de cinema Antonio Giménez-Rico va ser presentat en el Festival Internacional de Cinema de Sant Sebastià de 1983 i que reflectia des d'un punt de vista neutral la realitat de les dones transgénero. Per la seva banda, Elles mostrava la dispar trajectòria vital que han seguit cinc dones transexuales espanyoles de diferents generacions a partir d'una conversa moderada per l'escriptora i documentalista Valeria Vegas. En el documental van participar, a més de la pròpia García de Merlo, la performer i activista Miryam Amaya, l'artista multidisciplinària i maquilladora Alex Saint, i la protagonista de la sèrie de televisió espanyola Verí, Lola Rodríguez.